# Mosbulten (natuurgebied)
De Mosbulten is een natuurgebied in de Nederlandse gemeentes Nuenen, Gerwen en Nederwetten, Laarbeek en Son en Breugel.
Het gebied is op het einde van de 20e eeuw gecreëerd ter compensatie van de aantasting door de aanleg van de A50 bij Son. Hier lagen in 1830 nog twee vennen: het Haverven en ten noorden ervan het Heikantven. Omstreeks 1900 zijn deze vennen ontgonnen en is de bodem ontwaterd door een netwerk van sloten. Aangezien het gebied meer dan 1 meter lager ligt dan zijn omgeving (13,3 meter tegenover 14,6 à 15,5 meter) was het toch al niet erg geschikt voor de landbouw. Het gebied was in gebruik als nat grasland. Naast weidevogels als Wulp en Grutto, en planten als Pijptorkruid, zijn er weinig belangwekkende waarnemingen verricht.
Ten behoeve van natuurontwikkeling werd binnen de contouren van het Haverven de bodem uitgegraven, en hetzelfde gebeurde met de zuidrand van het Heikantven. Binnen de nieuwe plassen werden eilandjes uitgespaard. Het oorspronkelijke slotenpatroon is deels nog zichtbaar. Op 3 september 2001 werd het gebied opgeleverd. Het reeds voorspelde Moerashertshooi en Duizendknoopfonteinkruid werd spoedig waargenomen, maar daarnaast bleken er binnen enkele jaren nog vele andere zeldzame plantensoorten te worden aangetroffen, die vermoedelijk nog in de zaadbank aanwezig waren. Dit waren, bijvoorbeeld, Gesteeld glaskroos, Pilvaren en Wijdbloeiende rus. Van de kranswieren werd onder meer het uiterst zeldzame Sierlijk glanswier (Nitella gracilis) aangetroffen.
Het gebied is toegankelijk voor wandelaars. Er is een vogelkijkscherm en er is een wandeling uitgezet die ook door de bossen van de nabijgelegen buurtschap Olen komt.